# Ніколаєвщина (присілок)
Ніколаєвщина (рос. Николаевщина) — присілок у Волховському районі Ленінградської області Російської Федерації.
Населення становить 80 осіб. Належить до муніципального утворення Паське сільське поселення.

## Історія
Згідно із законом № 56-оз від 6 вересня 2004 року належить до муніципального утворення Паське сільське поселення.

## Населення
| 1862 | 1885 | 1997 | 2007 | 2010 | 2012 | 2017 |
| ---- | ---- | ---- | ---- | ---- | ---- | ---- |
| 62   | ↗90  | ↗107 | ↘98  | ↗106 | ↘95  | ↘80  |